# 토마호

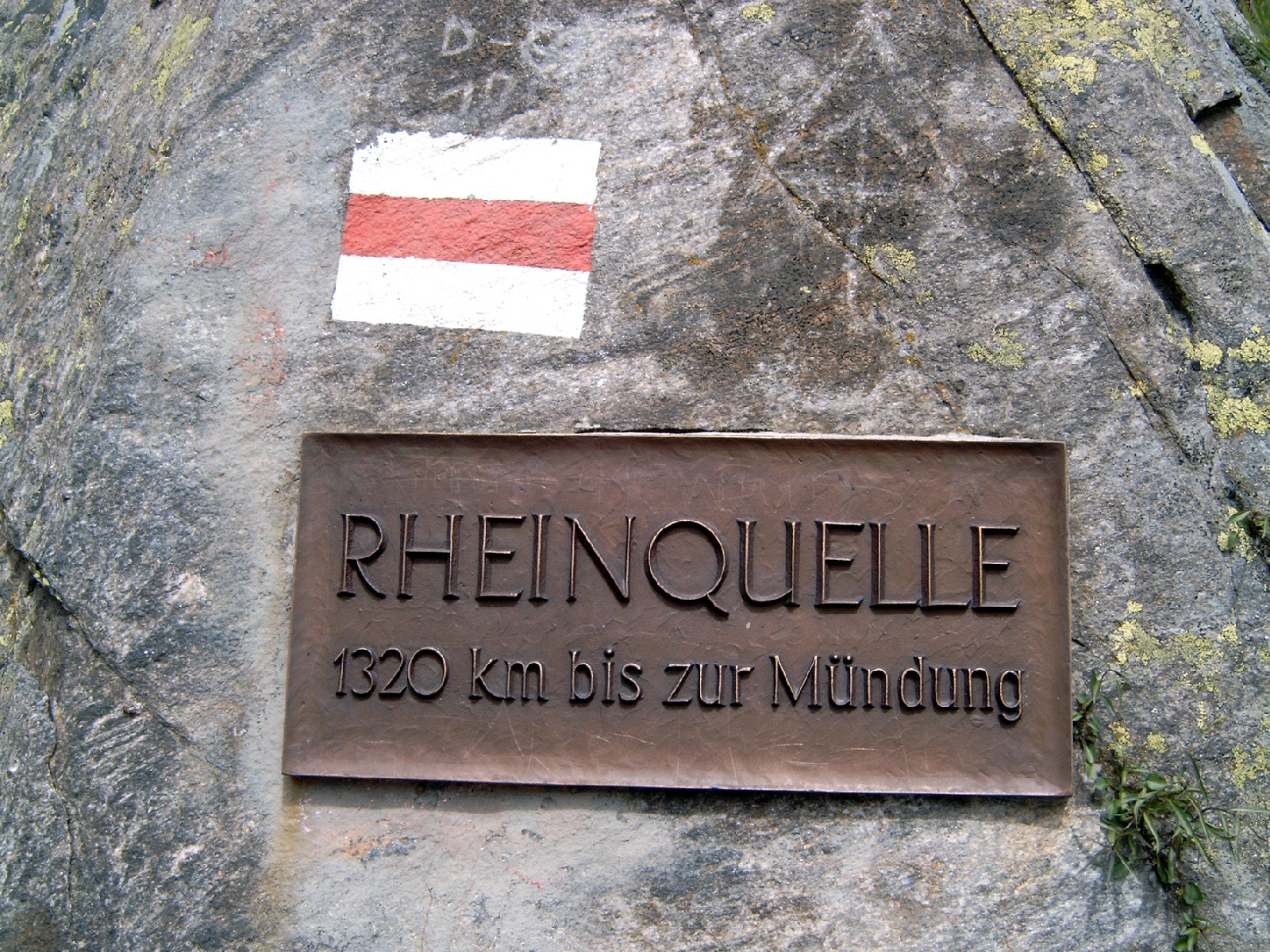
토마호가 라인강의 발원지 임을 나타내는 표지판.

토마호(독일어: Tomasee; 로만슈어: Lai da Tuma 라이 다 투마 또는 Lag da Toma 라그 다 토마)는 스위스 그라우뷘덴주 수르셀바 지구 디센티스 시의 피츠 바두스 마을에 있는 호수이다. 호수 표면의 면적은 25,000m²이다.
토마호는 라인강의 두 발원천 중의 하나인 포르더라인강의 발원지로 또한 라인강의 공식적인 발원지인 것으로 여겨지고 있다. 라인강의 나머지 발원천인 힌터라인강의 발원지는 스위스 그라우뷘덴주의 힌터라인 지구에 있다(북위 46° 29′ 56″ 동경 9° 03′ 54″ / 북위 46.499°  동경 9.065° ).